# Woldemar Hannikainen
Peter Woldemar Hannikainen, född 4 april 1858 i Parikkala, död 4 september 1928 i Helsingfors, var en finländsk ämbetsman. 
Efter att år 1875 ha avlagt studentexamen företog Hannikainen mångåriga studieresor i Sverige, Tyskland, Schweiz och Österrike. Under åren 1902–1918 var han överdirektör i Forststyrelsen. Han var en av Finska forstsamfundets stiftare och under många år dess ordförande. Han utvecklade en betydande författarverksamhet inom sitt verksamhetsområde.